# Paillant
Paillant, in creolo haitiano Payan, è un comune di Haiti facente parte dell'arrondissement di Miragoâne nel dipartimento di Nippes.